# Gilles Peress
Gilles Peress (Neuilly-sur-Seine, 29 de diciembre de 1946) es un fotoperiodista francés establecido en Estados Unidos. Vive y trabaja en Nueva York.

## Biografía
Formado en Filosofía y Ciencias Políticas en el Instituto de Estudios Políticos de París y en la Universidad de Paris 8, al acabar su formación en 1971 decidió dedicarse a la fotografía y se interesó por los conflictos étnicos y las tensiones entre las culturas. En 1972 ingresó como asociado en la Agencia Magnum, de la que fue presidente en 1986. En 1979 recorrió Irán durante cinco semanas, en plena revolución; de vuelta a Estados Unidos, publicó Telex Irán: In the Name of Revolution, un testimonio personal sobre su viaje. En los años 1980, viajó a Irlanda del Norte y comenzó a trabajar en su proyecto Power in the Blood, que pasó a formar parte de un proyecto todavía en curso, Hate Thy Brother, un ciclo de historias documentales que denuncian la intolerancia y la reaparición del nacionalismo y el tribalismo en todo el mundo. Farewell to Bosnia y The Silence, son dos series sobre la guerra de Bosnia y el genocidio de Ruanda, primeras publicadas de este ciclo.
Ha sido galardonado en multitud de ocasiones y ha sido distinguido, entre otros, con el Premio Cornell Capa y el Premio Dr. Erich Salomon. Su obra gráfica se ha expuesto o se encuentra en museos de todo el mundo como el Museo de Fotografía Contemporánea de Chicago, el Getty Museum o el MoMA en Estados Unidos, el Museo de Arte Moderno y la Biblioteca Nacional de París en Francia o el Archive of Modern Conflict en el Reino Unido.